# I-70
El I-70 (イ-70?) fue un submarino Tipo KD6a que sirvió en la Armada Imperial Japonesa durante la Segunda Guerra Mundial. Fue el primer submarino japonés hundido en combate durante ese conflicto.

## Resumen operativo
El 9 de noviembre de 1935, tras su entrada en servicio, se convirtió en el buque insignia de la 12.ª División de Submarinos. El 26 de enero de 1941 dejaría de serlo en favor del I-69, recuperando el título dos meses después, el 30 de marzo de 1941. Finalmente, el I-68 sería el nuevo buque insignia divisionario desde el 15 de mayo del mismo año. El 24 de agosto de 1939 estuvo temporalmente en la reserva, al tiempo que experimentó unas modificaciones en Kure, equipando un sonar pasivo Tipo 93.
Durante el ataque a Pearl Harbor estuvo patrullando a tan solo 10 millas de la base estadounidense. Al día siguiente del ataque informó de la llegada del portaaviones USS Enterprise, siendo esta su última comunicación. Resultó hundido por un doble ataque aéreo, llevado a cabo por bombarderos en picado Douglas SBD Dauntless. En el primero de ellos, a las 6 de la mañana del 10 de diciembre de 1941, la explosión próxima de una bomba de 500 kg lanzada por un Dauntless del Enterprise causó daños que impidieron que el submarino se sumergiese. Esa misma tarde, otro Dauntless, en esta ocasión basado en tierra, hizo estallar su bomba justo al lado del I-70, que empezó a hundirse. Pese a que el piloto estadounidense informó de que la explosión lanzó a varios artilleros por la borda, y que tras el hundimiento algunos marinos se encontraban en la superficie, no hubo rescate ni supervivientes.
Si exceptuamos a los minisubmarinos biplaza que tomaron parte en el ataque a Pearl Harbor y resultaron hundidos tres días antes, el I-70 es no solo el primer submarino que perdieron los japoneses, sino también la primera unidad naval de importancia en tener ese destino, ya que resultó hundido un día antes que los destructores Hayate y Kisaragi. Asimismo, fue la primera unidad naval japonesa hundida por un ataque aéreo, que tuvo lugar cerca de Hawái en la posición (23°45′N 155°35′O / 23.750, -155.583)